# Heby (Gemeinde)
Koordinaten: 59° 56′ N, 16° 52′ O

Heby ist eine Gemeinde (schwedisch kommun) in der schwedischen Provinz Uppsala län und der historischen Provinz Uppland. Der Hauptort der Gemeinde ist Heby.

## Geschichte
Die Gemeinde gehörte bis zum 31. Dezember 2006 der Provinz Västmanlands län an. Der Wechsel zur Provinz Uppsala län wurde 2005 beschlossen, nachdem in einer Volksabstimmung 1998 die Mehrheit der Bevölkerung für den Wechsel gestimmt hatte.

## Wappen
Beschreibung: Im gevierten Wappen im ersten  und vierten Feld eine rote Mauer, im zweiten eine rote Zange und im dritten Feld zwei rote gegeneinander verschränkte Sicheln auf Silber.

## Orte
Alle diese Orte sind Ortschaften (tätorter):
- Harbo
- Heby
- Morgongåva
- Östervåla
- Runhällen
- Tärnsjö
- Vittinge

## Persönlichkeiten
- Jakob Wallenius (1761–1819), Theologe, Hochschullehrer und Bibliothekar
- Fredrik Johansson (* 1974), Skispringer